# توماس إدوارد سايمور
توماس إدوارد سايمور (بالإنجليزية: Thomas Edward Seymour)‏ هو ملحن وممثل أمريكي، ولد في 20 يناير 1977 في الولايات المتحدة.

## وصلات خارجية
- توماس إدوارد سايمور على موقع IMDb (الإنجليزية)
- توماس إدوارد سايمور على موقع قاعدة بيانات الفيلم (الإنجليزية)